# 古式ムエタイ

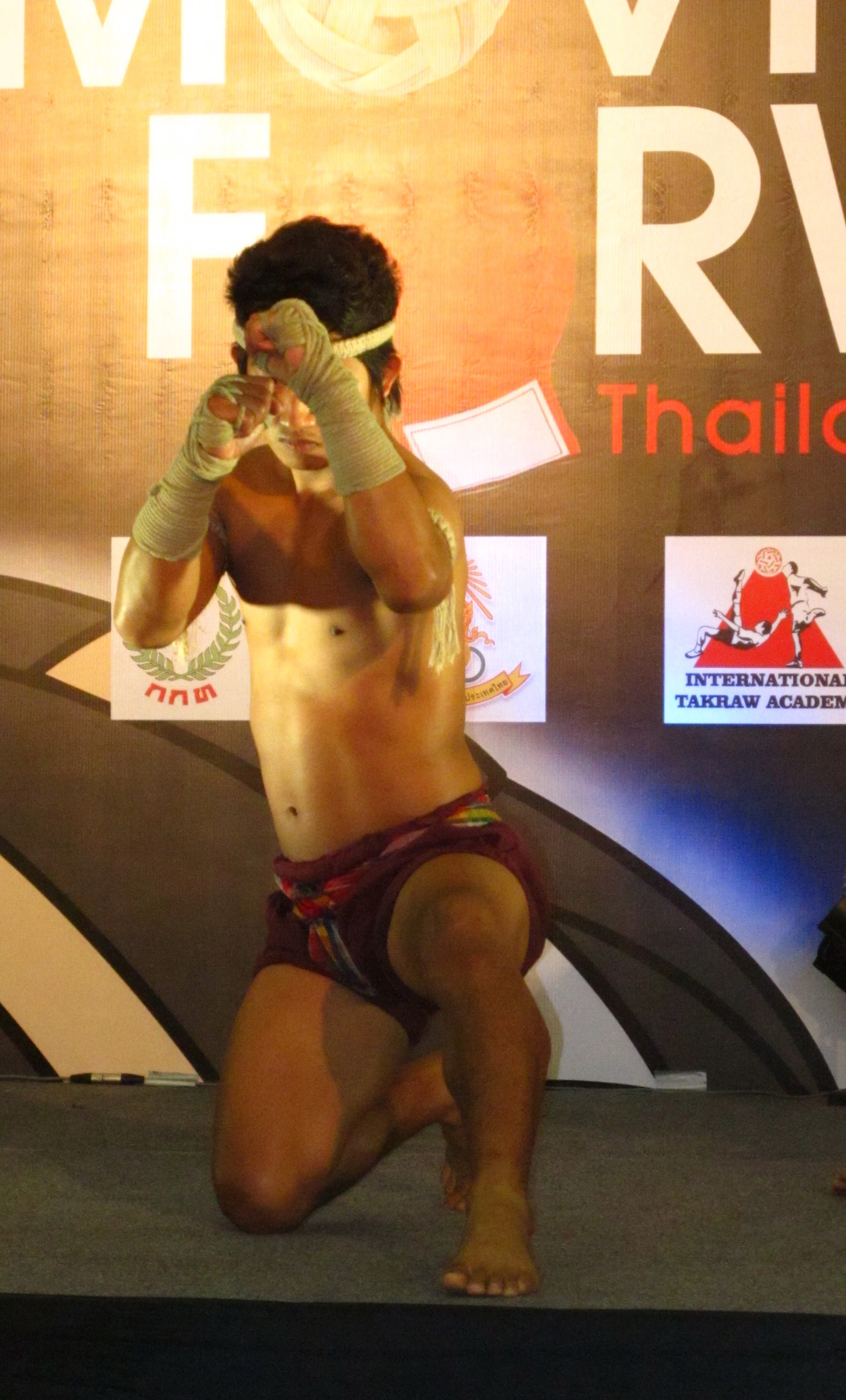
古式ムエタイ

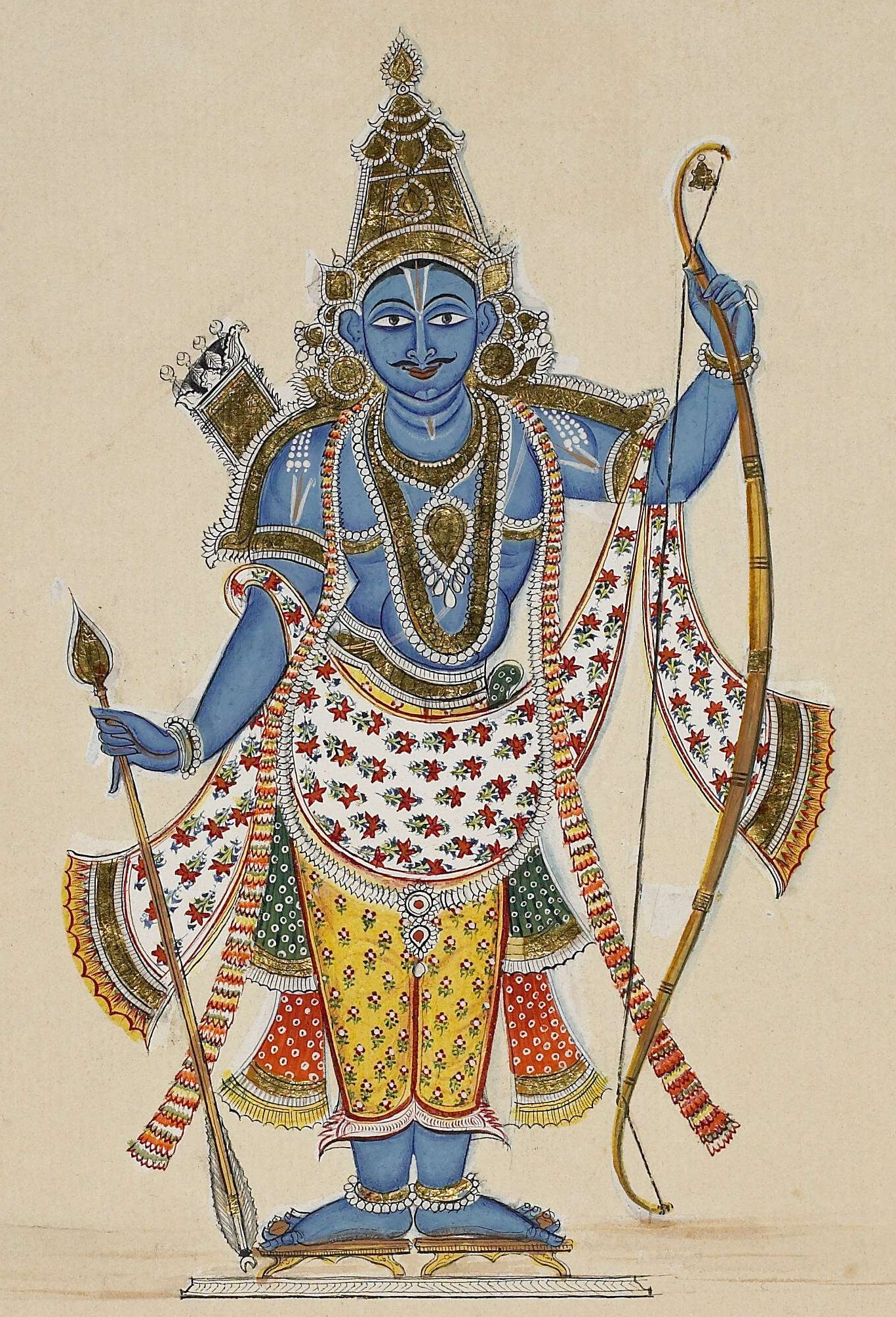
伝説の戦士『ラーマ王子』

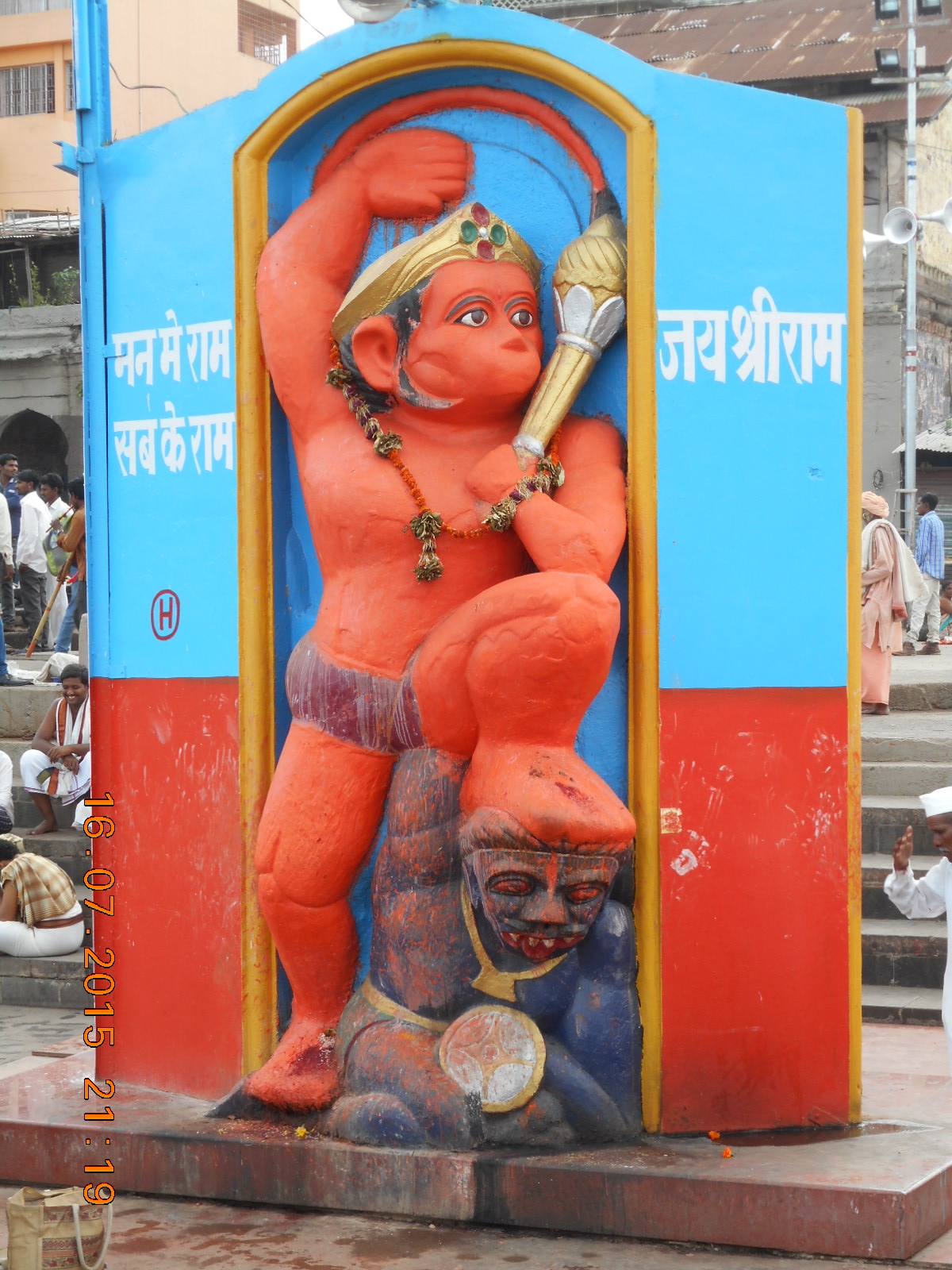
大猿王ハヌマーン

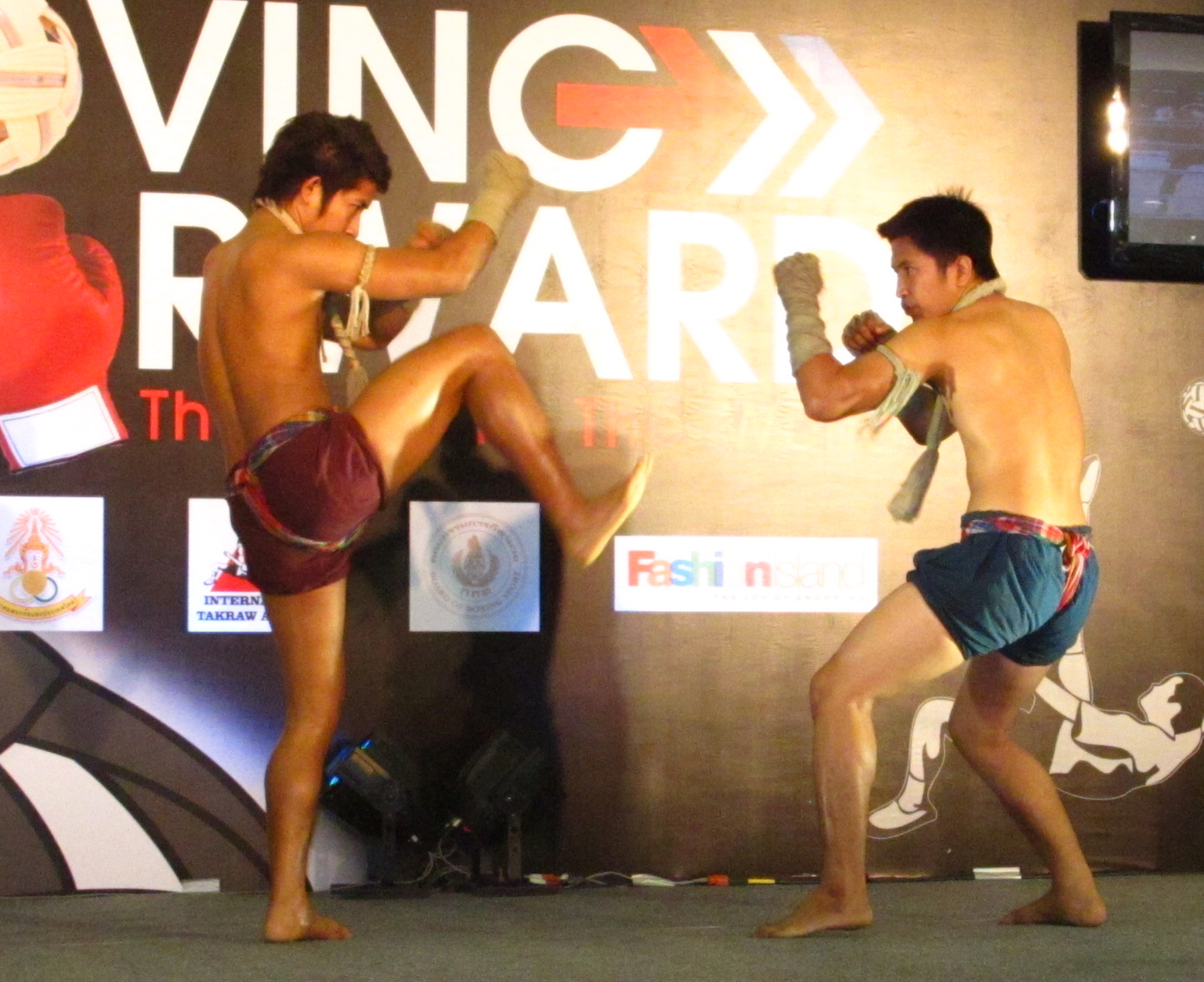
格闘の様子

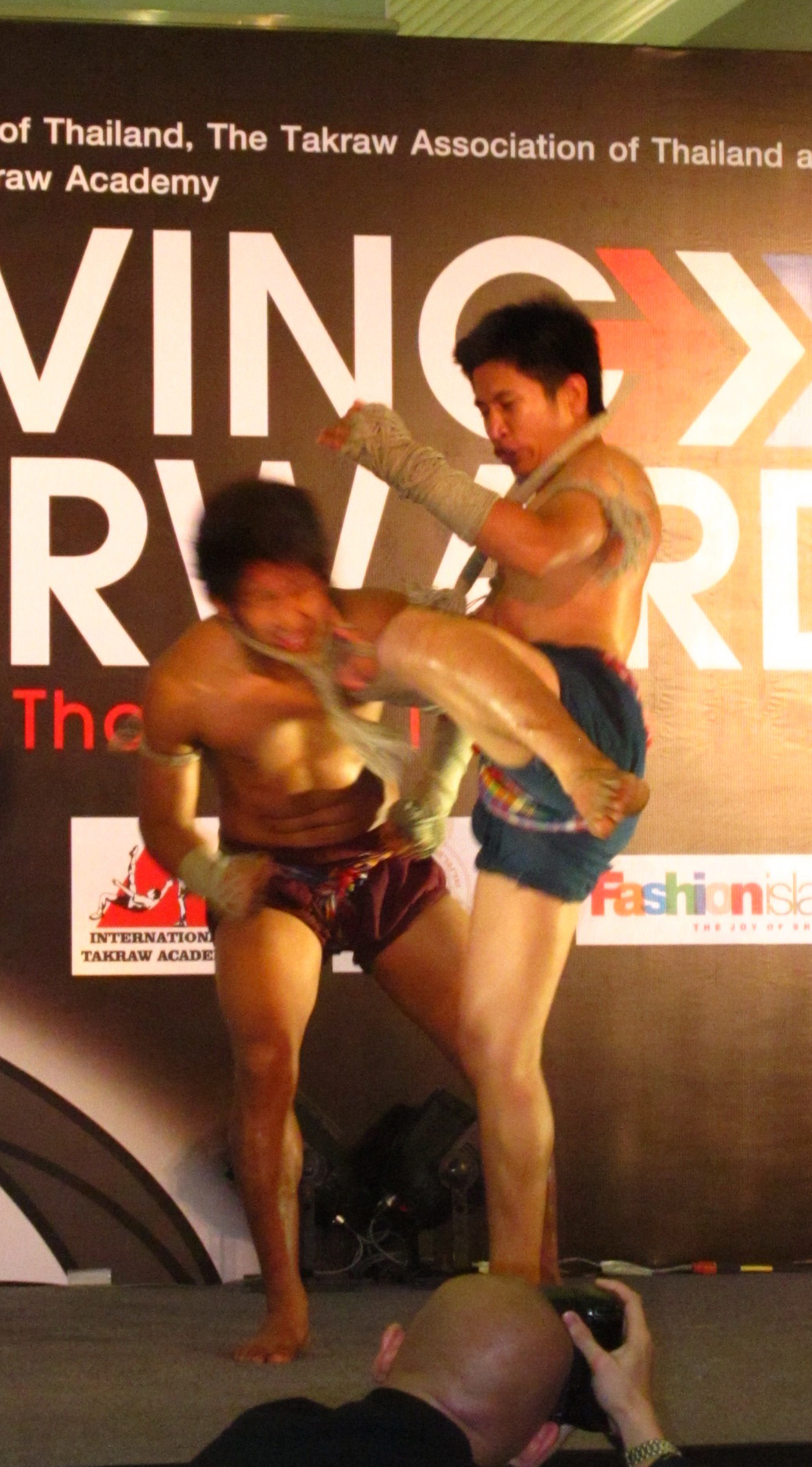
膝蹴りのヒット

古式ムエタイ（こしきムエタイ、泰: มวยโบราณ　ムエボーラン）とは、タイのムエタイが競技化する前の素手素足を主とする戦闘技法である。

## 歴史
インドの格闘技のカラリパヤットが伝わって形成されたことから、伝説では『ラーマーヤナ』のラーマ王子を始祖としている。しかしながら、古式ムエタイがいつ興ったものかははっきりしていない。一説ではタイの関わった戦争や白兵戦の中で各民族の戦闘術と関わりながら徐々に発展していった素手素足の格闘の技術が古式ムエタイの原型になっているようである。
シャムがミャンマーの属領とされていた1584年頃、アユタヤー王朝のナレースワン大王がミャンマーのタウングー王朝との戦争に勝って独立を回復した。この独立戦争時に古式ムエタイが大きな役割を果たしたと『チュー・バサート』（戦勝論）は記している。これが事実なら、少なくとも400年以上の歴史があることになる。

### ナーイ・カノム・トムの伝説
1766年（一部の本では1767年ともいわれる）、ミャンマーのコンバウン王朝シンビューシン王（ウングワ王）がアユタヤー王朝の首都アユタヤを陥落させた。この時、伝説的な（伝説上の）古式ムエタイの戦士ナーイ・カノム・トム นายขนมต้ม は、ミャンマー軍との戦いで囚人となり、ウングワ王の格闘技を見せる奴隷となるも過酷な格闘に生き延び、ミャンマー拳法家12人を打ち負かして自由の身になってシャムへ帰ったという。1996年には、タイ初のオリンピック金メダリストのソムラック・カムシンがテレビドラマでナーイ・カノム・トム役を演じ、タイ国内に放映された事もある。タイでは小学校の教科書にも登場するほどの民族の英雄である。

### 近代
その後、古式ムエタイは戦争や紛争が多かった情勢から、男性の強さを計る基準として各地で盛んに行われた。チャックリー王朝に入ってからは決闘が頻繁に行われ、死者が続出したことから一時禁止された。1914年頃にはヨーロッパにも伝わった。近代になってムエタイが誕生し、古式ムエタイは1970年代に各地域の指導者がいなくなり廃れた。その一方でボクシンググローブの代わりに素手に紐を巻きつけただけで戦う、古式ムエタイに近似したムエカッチュアー（ミャンマーでのラウェイ）は現在でも限定的に行われている。ムエカッチュアーとはタイ語のムアイカートチュアック มวยคาดเชือก が日本語になる際に訛ったもので、素手に紐（チュアック เชือก）を巻く（カート คาด）試合という意味である。
2003年のタイの映画『マッハ!!!!!!!!』で、主演のトニー・ジャーが古式ムエタイを使用したため有名になった。

#### 技
大きく分けて4種に分かれる―
身を守るための技。基本技。メーマイ（母なる技）。ルークマイ（技の息子）。
2004年発売『マッハ!!!!!!!! プレミアム・エディション』（ジェネオンエンタテインメント ASIN: B0002PPXQO）において、特典映像として、九つの古式ムエタイの演武が収録されている。
- 牙を突き合わせる象（チャーンプラサーンンガー）
- ヤシの実を蹴る馬（マーディーットカローク）
- 鬼の都ロンカー（ランカー）を渡る猿王ハヌマン（ゴンハヌマーンカームローンカー）
- 指輪をささげる猿王ハヌマン（ハヌマンタワイウェン）
- 倒れる増上天（ウィルホッカッ）
- 跳ねる馬（アーチャーパヨン）
- オノを振る雷神プラ・イン（インドラ）（ゴンラーマスーンコワンクワン）
- ヤリを突き刺す（プンホーッ）
- 大木を裂く象（チャンチックマイ）

また、『マッハ!!!!!!!!』と同じ監督・主演で制作された作品『トム・ヤム・クン!』では、象の型を駆使し70人の相手を1人で倒す死闘が描かれている。

## 特徴
武器術と素手の技術が同じ形で行なえるようになっていた。また、蹴り技に回し蹴りはなく、前蹴り・膝蹴りが多く使われる（スポーツのようにルールによる縛りがない武術であるため、隙や予備動作が小さく、つかまれたり投げられたりするリスクの少ない技を使用）。

## 教本
1500年頃の本『チュー・バサート』（戦勝論）に、刀や槍の術に加え手足を武器にして闘う方法が記載されていた。
また、シー・サンペッチ8世スリエーンタラーティボーディー（アユタヤ王朝、在位1703年 - 1709年）は、Chao Suer（スア王（虎王））というあだなで古式ムエタイの名手であり、王子の時に国中を7年間回って無敗であった。その虎王に仮託した教本 "Tamraab Prachao Suer" （虎王の指南書）が19世紀に発刊された。その中の主な技は次の通り。
- はねかえされる光輝
- 足で顔をふく
- エラワン象の首を折る
- 上下に運ぶ
- 矢を折るラーマ
- 仔牛を運ぶハヌマーン
- 風車に吹き付ける風
- 灯火を消す
- Praram Yeab Longka（ランカーを攻めるラーマ）

また、稽古法はクラビー・クラボーンと同じ名、内容（連続攻撃と防禦）の基本稽古Khun Yak Jab Ling（猿捕る夜叉）がある。

## 流派
各地域に特有の構え、ワイクルーその他に技術の特徴があった。特にワイクルーは、互いの流派の確認に重要で、同門同士の対決は中止された。教伝は軍人が出家し僧となって各寺で行なわれた。
ムエ・コーラート(東北タイ）
ワイクルーはイサーン式（ホン・ヒエン（霊鳥飛翔）、ブロム・シー・ナー（四面梵天）など）。
ムエ・チャイヤー（Chaiyaa-rat）（南タイ）
基本の構えはジョド・ムエ。ジョドダーブ（刀の構えと兼用）。他にTah Khru（タークー、師なる構え）。
ムエ・パーックラ（バンコク拳法）
構えはボクシングの影響で足巾狭く、両手は同じ低めの高さとなる。
ムエ・ロッブリー（ロッブリー拳法）
最古の古式ムエタイ。アユタヤ時代（17世紀）に始まる。構えは足も手も大きく開く。技は喉仏へのアッパーカットと目への貫手が特徴。
ムエ・マーヤーン（馬歩拳法）
南タイの流派。創始者はタンキー。中国武術の馬歩とは無関係。構えは片足を上げその側の手を腿につけ、反対の手で顔の前を防ぐ。
ムエ・アユタヤ（アユタヤ拳法）
構えは左手と肩を上げ、顔を防ぐ。

## 参考書
- 雑誌BABジャパン『秘伝』連載 『備忘録! アジアン伝統古武術』 伊藤武